# Гора Яворник

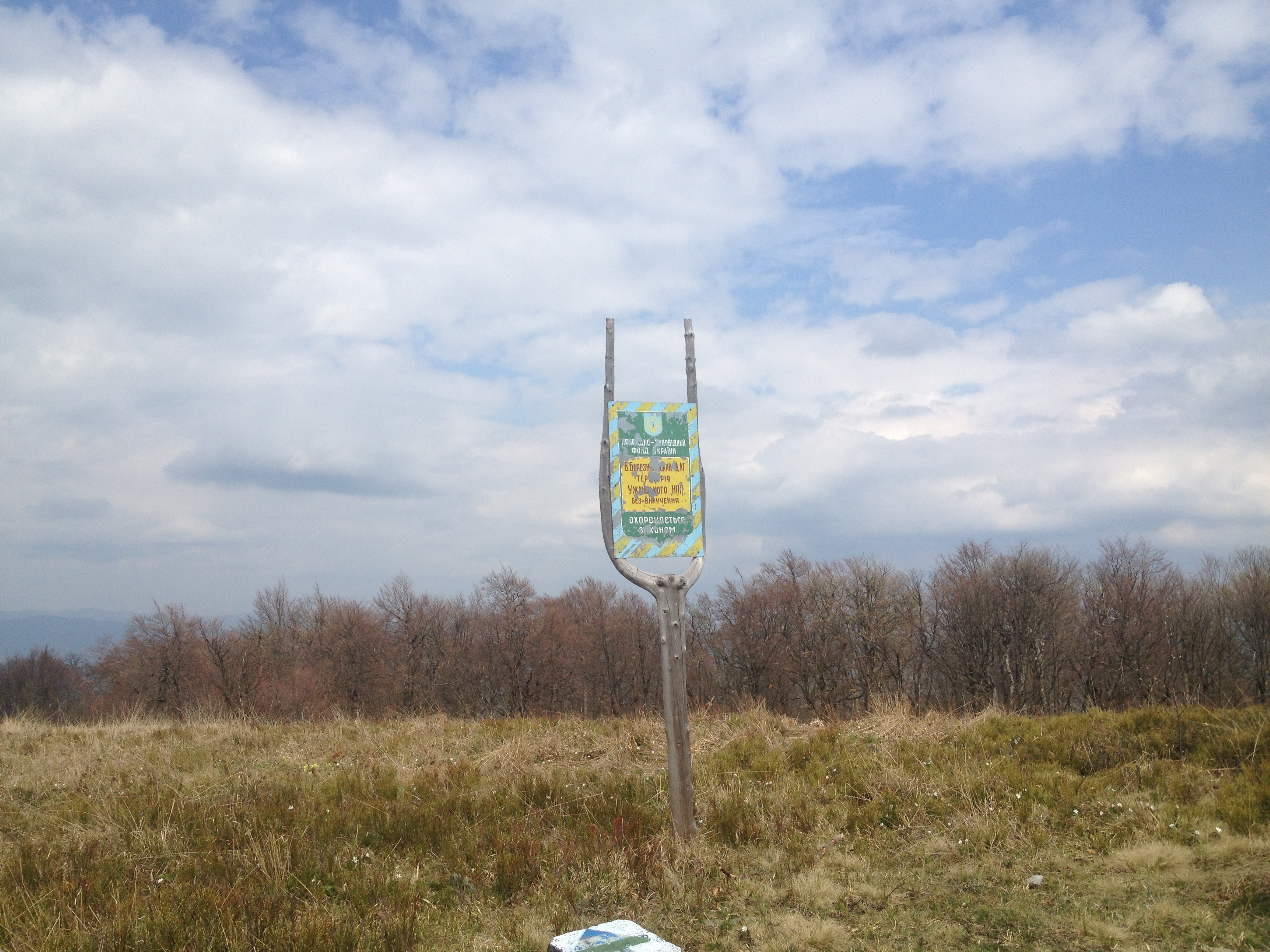
Попередній охоронний знак

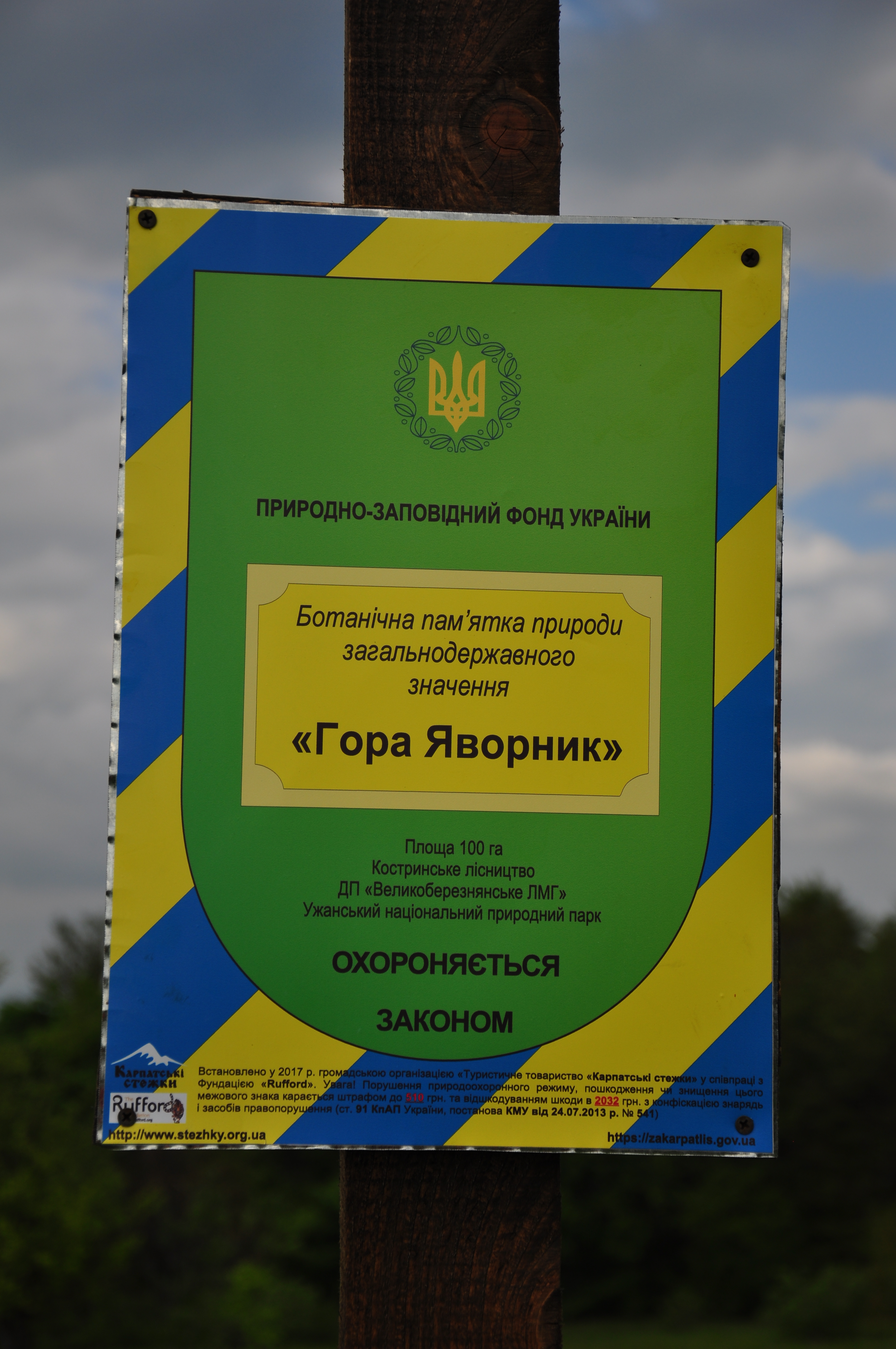

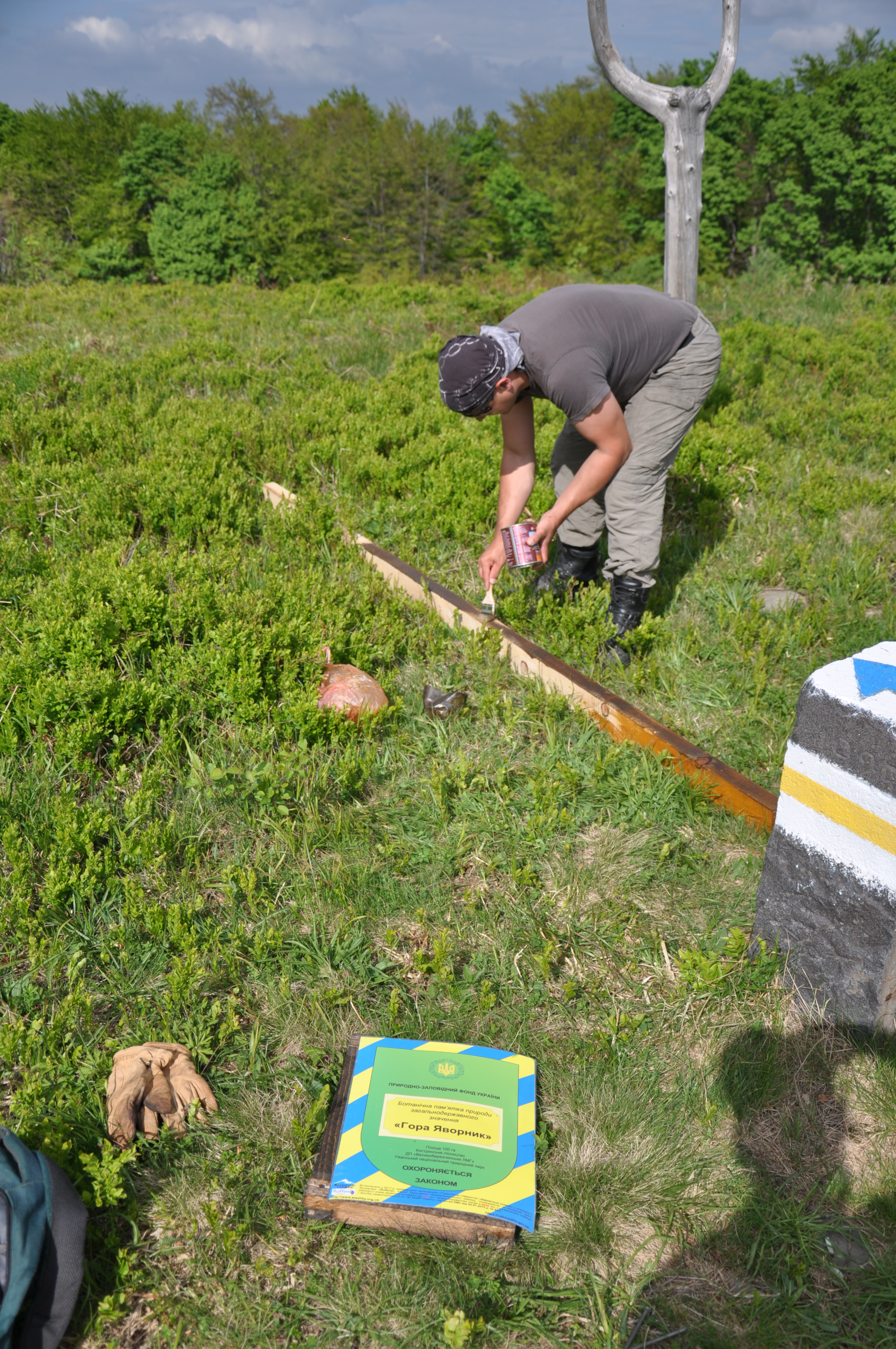
Процес встановлення нового охоронного знака

Яворни́к (Гора́ Яворни́к) — ботанічна пам'ятка природи загальнодержавного значення в Україні. Розташована в межах Великоберезнянського району Закарпатської області, на схід від смт Великий Березний, на схилах однойменної гори — Яворник. 
Площа 100 га. Створена в 1975 році. Перебуває у віданні ДП «Великоберезнянське лісове господарство». Станом на 2002 р. пам'ятка знаходиться в межах кв.27 (виділи 7,11-15,17,25-29,31,33), станом на 2012 р. ― кв.16 (виділи 17-20,22,25-26,28,31) 
Охороняється ділянка буково-яворового пралісу на кам'яних осипищах на висоті 1500 м (в документі міститься помилка, оскільки таких висот в даному районі немає) над р. м. У підліску поширений бузок угорський, занесений до Червоної книги України. 
Входить до складу Ужанського національного природного парку.